# Bolbonota nigrata
Bolbonota nigrata är en insektsart som beskrevs av William D. Funkhouser. Bolbonota nigrata ingår i släktet Bolbonota och familjen hornstritar. Inga underarter finns listade i Catalogue of Life.